# Adagio und Rondo KV 617

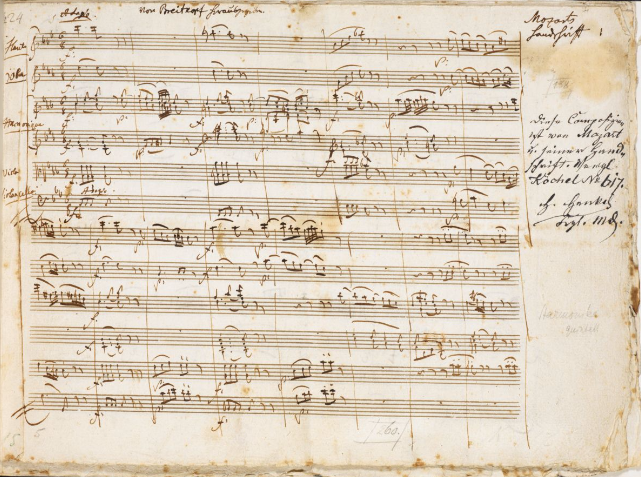
Erste Seite der Handschrift von Mozarts Adagio und Rondo KV 617 in der Stefan-Zweig-Sammlung der British Library (Zweig MS 61)

Das Adagio und Rondo KV 617 ist ein Quintett von Wolfgang Amadeus Mozart für Glasharmonika, Flöte, Oboe, Viola und Violoncello. Es wurde am 23. Mai 1791 vollendet und für Marianne Kirchgeßner, eine blinde Virtuosin auf der Glasharmonika, geschrieben. Die Uraufführung fand am 10. Juni 1791 in der Akademie im Burgtheater statt und wurde am 19. August 1791 im Theater am Kärntnertor wiederholt.
Das Manuskript befindet sich in der British Library in der Stefan-Zweig-Sammlung. Es wurde 1930 von Zweig in einem Berliner Auktionshaus erworben. Das Werk erschien erstmals 1799 bei Breitkopf & Härtel.
Das Adagio in c-Moll ist 58 Takte lang, während das Rondo (C-Dur) 230 Takte umfasst. Nach Willi Apel gehören Mozarts Adagio in C-Dur (KV 356) und Adagio und Rondo (KV 617), beide 1791 komponiert, zu den interessantesten Kompositionen für Glasharmonika.